# Rolls-Royce Trent
Cet article traite d'un turboréacteur. Pour le turbopropulseur fabriqué à la fin de la Seconde Guerre mondiale, voir Rolls-Royce RB.50 Trent.
 (août 2010).
Si vous disposez d'ouvrages ou d'articles de référence ou si vous connaissez des sites web de qualité traitant du thème abordé ici, merci de compléter l'article en donnant les références utiles à sa vérifiabilité et en les liant à la section « Notes et références ».
Rolls-Royce Trent est une famille de turboréacteurs à double flux à haute dilution fabriquée par Rolls Royce Holdings plc à Derby (Angleterre) au Royaume-Uni, avec des poussées variant de 236 à 423 kN. Tout comme d'autres séries de moteurs, qui sont fabriquées par Rolls-Royce, le nom de ce réacteur est issu d'un fleuve britannique, Trent.

## Introduction
Le Rolls Royce Trent est le développement de la famille de moteurs à trois corps RB211. En 1987, une variante du moteur RB.211, le RB.211-524L, avait été tellement modifiée qu'elle ressemblait peu à celui d'origine, autrement que par le principe des trois corps. Rolls-Royce décida que le -524L serait la base pour une nouvelle génération.
Le principe sophistiqué du Trent permet une masse  moindre et de meilleures performances comparées au RB211 d'origine et celles des concurrents. Il comporte un compresseur basse pression extra-large et des ailettes monocristallines pour la turbine haute pression.
Son principe est applicable à différentes dimensions pour un niveau de bruit et de pollution moindre.

## Variantes

### Trent série 500
La série 500 est destinée aux Airbus A340 allongés (-500 et -600), disponible en trois types de 236, 249 et 267 kN, cette dernière version prenant place dans les -500 et -600 HGW à masse accrue.

### Trent série 600
La série 600 était destinée aux évolutions à venir du Boeing 747. Néanmoins, Boeing a annoncé son choix, avec le 747-8, de prendre le moteur GEnx du 787. L'avenir du Trent 600 est donc incertain.

### Trent série 700
La série 700 est destinée à l'Airbus A330 et l'Airbus Beluga XL. La soufflante (partie visible du compresseur à basse pression) a un diamètre de 2,47 m. Les poussées varient de 300 à 316 kN. Il est entré en service en mars 1995.
Selon Rolls-Royce, ce matériel, le dernier disponible mais le seul conçu spécifiquement pour cet appareil serait passé progressivement de 35 % à 75 % des avions commandés. Sur les trois motorisations de l'Airbus A330 (General Electric CF6, Pratt & Whitney PW4000, Trent 700 (en)) la série Trent 700 est la plus vendue avec 57 % des A330 motorisés avec ce réacteur de fabrication britannique. La grosse force de ce moteur, ce sont notamment ses performances en cas de fortes températures, ce qui explique pourquoi il équipe près de 70 % des A330 en service au Moyen-Orient.

### Trent série 800
La série 800 est destinée au Boeing 777 sauf les -200LR et -300ER. Les poussées varient de 334 à 423 kN avec un compresseur basse pression de 2,89 m. Il a 44 % de ce marché.
Le 8104 fut conçu pour les versions 777-200LR/-300ER pour une poussée de 463 à 507 kN et testé à 520 kN. Comme il n'a pas été accepté, il sert de démonstration.

### Trent série 900
La série 900 est utilisée pour l'Airbus A380 fournissant de 311 à 338 kN, et ensuite 374 kN avec un compresseur de 2,95 m. Il est en concurrence avec le GP7200 de Engine Alliance (Pratt & Whitney, General Electric).

### Trent série 1000
Le 6 avril 2004 Boeing a annoncé qu'il avait sélectionné deux motoristes pour le Boeing 787, Rolls-Royce et le GEnx de General Electric. Bien qu'un peu moins puissant, ce moteur reprend beaucoup d'éléments du série 900. Il faut remarquer qu'il n'a pas de prélèvement d'air moteur (Bleed Air) du fait que le Boeing 787 est un avion tout électrique (démarrage moteur, conditionnement d'air, dégivrage des ailes...), là où d'autres avions utilisent des circuits à air comprimé, le Trent 1000 possède de ce fait un meilleur rendement. Aujourd'hui, Rolls Royce a remporté la motorisation de 27 % des 787 vendus, contre 44 % pour GEnx de General Electric.

### Trent série 1500
Ce projet concerne une version améliorée du Trent 500, reprenant la plupart des éléments de ce dernier, mais avec une chambre de combustion plus avancée dérivée de celle du série 1000. Il remplacerait le Trent 500 pour les Airbus A340-500/600

### Trent série 1700 (TRENT XWB)
Ce modèle, qui est la sixième génération de la famille Trent, a été conçu pour équiper les versions du nouvel Airbus A350. Il est décliné en trois versions ayant toutes un diamètre de soufflante de 299 cm :
- une version Trent 1700-75 de 330 kN pour l'A350-800 XWB et l'A350-900 Régional (complété par une version à poussée augmentée Trent XWB-79 pour les appareils "hot and high") ;
- une version Trent 1700-84 de 374 kN pour l'A350-900 XWB ;
- une version Trent 1700-97 de 431 kN pour les A350-1000 XWB.

Il est entré en service commercial en 2015. General Electric n'a pas confirmé son offre d'une version de son GEnx sur l'A350, ce qui fait que le Trent équipe tous les A350 commandés.
Le premier test sur banc du Trent 1700-84 a eu lieu le 17 juin 2010 à Derby. Dérivé de la famille Trent, il est le premier à intégrer des disques aubagés monoblocs ("blisks") dans son compresseur et une turbine IP à deux étages. Il a été testé en vol sur A380 à l'automne 2011 et a reçu sa certification en février 2013.
Les A350-1000 XWB devaient être initialement équipés d'une version Trent 1700-93 de 413 kN, mais la puissance de celle-ci était jugée insuffisante par les premières compagnies clientes de l'A350-1000.
De ce fait, Rolls Royce a finalement certifié une nouvelle version Trent 1700-97 de 431 kN en septembre 2017. Le motoriste ayant pu intégrer des technologies permettant l'augmentation de la vitesse de rotation et du débit d'air, sans dégrader la durée de vie des parties chaudes, ce qui a nécessité des aubes de soufflantes plus épaisses d'une part et d'épaissir le carter de soufflante d'autre part.
C'est Qatar Airways qui fut la première compagnie à exploiter le moteur en service commercial.
La possible mise en œuvre d'une version plus puissante de 470 kN, destinée à concurrencer le General Electric GE9X, a été écartée en 2018 au profit du projet de moteur à taux de dilution élevé Ultrafan.
En avril 2025, l'AESA a certifié un nouveau moteur du Rolls-Royce, Trent XWB-84 Enhanced Performance (EP). Celui-ci, dont le suffixe signifie performance renforcée ou améliorée, peut réduire la consommation de carburant jusqu'à 1%. De plus, le moteur profite de plusieurs technologies améliorées telle une meilleure aéronautique de la soufflante. Non seulement les appareils neufs mais aussi les A350-941 déjà en service peuvent équiper cette version, car l'architecture du moteur demeure inchangée.

### Trent série 7000
La série 7000 est créée pour équiper l'Airbus A330neo au lancement commercial prévu fin 2017 avec une puissance maximale au décollage qui sera comprise entre 68 000 et 72 000 livres (303 - 320 kN) de poussée. Les Trent 7000 ont l’architecture du Trent 1000-TEN du Boeing 787-10, avec un compresseur haute pression à 6 étages, un compresseur intermédiaire à 8 étages, et une turbine à trois vitesses dont un étage haute pression, un étage intermédiaire et six disques basse pression en arrière de turbine. La soufflante sera composée de 20 aubes d'un diamètre de 2,84 mètres pour un taux de dilution de 10, double de celui du Trent 700.

## Les dérivés non aéronautiques
Le cœur d'un turboréacteur (compresseur, chambre de combustion, turbine) n'est pas très différent de celui d'une turbine à gaz, à part une importante question d'optimisation : dans une turbine à gaz, on maximise l'énergie mécanique récupérée sur l'arbre, et on réduit la vitesse d'éjection des gaz d'échappement. C'est ainsi que le Trent 500 a donné naissance à une turbine destinée à la marine militaire, la MT30 (MT pour Marine Trent), qui reprend ses parties « chaudes ». Bien sûr, il y a une importante réduction mécanique en sortie. La puissance mécanique délivrée est de 36 MW, soit 50 000 ch. Du fait de son origine aéronautique, ce moteur a un rapport puissance/masse très élevé, et propulsera la maquette présentée par Lockheed Martin pour la compétition Littoral combat ship de l'US Navy : des petits navires d'attaque très rapides.
Sur le même principe, il existe un dérivé destiné à la production d'électricité (généralement à partir de gaz naturel), et pouvant servir en cycle simple, en cogénération (production d'électricité et de vapeur) ou en cycle combiné (couplé avec une turbine à vapeur, ce qui améliore fortement le rendement). Selon les versions, la puissance en cycle simple va de 51 à 58 mégawatts, avec un rendement de 42 % environ. En cycle combiné, la puissance électrique augmente de 25 % sans consommation de carburant supplémentaire (mais bien sûr il n'y a plus de vapeur utilisable), et on peut ajouter du carburant dans les gaz d'échappement pour accroître encore la puissance.